# Delaney (Washington)
Delaney az Amerikai Egyesült Államok északnyugati részén, Washington állam Columbia megyéjében elhelyezkedő kísértetváros.
A település névadója területének eredeti tulajdonosa.

## Fordítás
Ez a szócikk részben vagy egészben  a   Delaney, Washington című angol Wikipédia-szócikk ezen változatának fordításán alapul.  Az eredeti cikk szerkesztőit annak laptörténete sorolja fel. Ez a jelzés csupán a megfogalmazás eredetét és a szerzői jogokat jelzi, nem szolgál a cikkben szereplő információk forrásmegjelöléseként.